# Parc natural

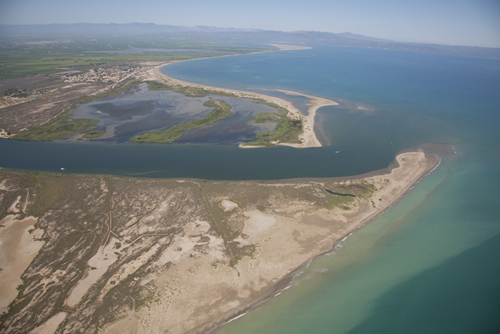
El Parc Natural del Delta de l'Ebre forma part de la Llista de zones humides d'interès internacional i de la xarxa Natura 2000

L'any 1969, la Unió Internacional per a la Conservació de la Natura (UICN) definí un parc natural com “un paisatge natural, que de vegades inclou elements de paisatge conreat i assentaments humans, que ha estat protegit i és accessible al públic”. Tot i que aquesta formulació resulta actualment quelcom desfasada, pot considerar-se que recull els principals aspectes característics dels parcs naturals. Així, a diferència d'altres modalitats d'espais naturals protegits (parcs nacionals, reserves naturals, etc.), els territoris declarats com a parc natural presenten generalment un cert nivell d'humanització. Malgrat això, han mantingut uns valors naturals molt rellevants que han motivat la seva protecció jurídica. Aquesta pretén, en general, fer compatible l'activitat humana (aprofitaments dels recursos naturals, usos turístics i recreatius, altres activitats econòmiques, etc.) amb la preservació del medi natural i del paisatge. Els objectius dels parcs naturals poden comprendre també altres aspectes com el desenvolupament sostenible d'àrees rurals, la gestió d'espais periurbans o metropolitans, l'educació ambiental.
La figura jurídica del parc natural s'ha desenvolupat sobretot a Europa (de vegades amb altres denominacions), especialment a escala regional, per bé que arreu del món es poden trobar espais protegits de característiques similars. Molts d'ells es podrien enquadrar bastant bé en la categoria V de la classificació mundial d'àrees de protecció establerta per la UICN.
A Catalunya, la llei d'Espais Naturals de 1985 en fa aquesta definició:“Són parcs naturals els espais naturals que presenten valors naturals qualificats, la protecció dels quals es fa amb l'objectiu d'aconseguir-ne la conservació d'una manera compatible amb l'aprofitament ordenat de llurs recursos i l'activitat de llurs habitants.“

## Història

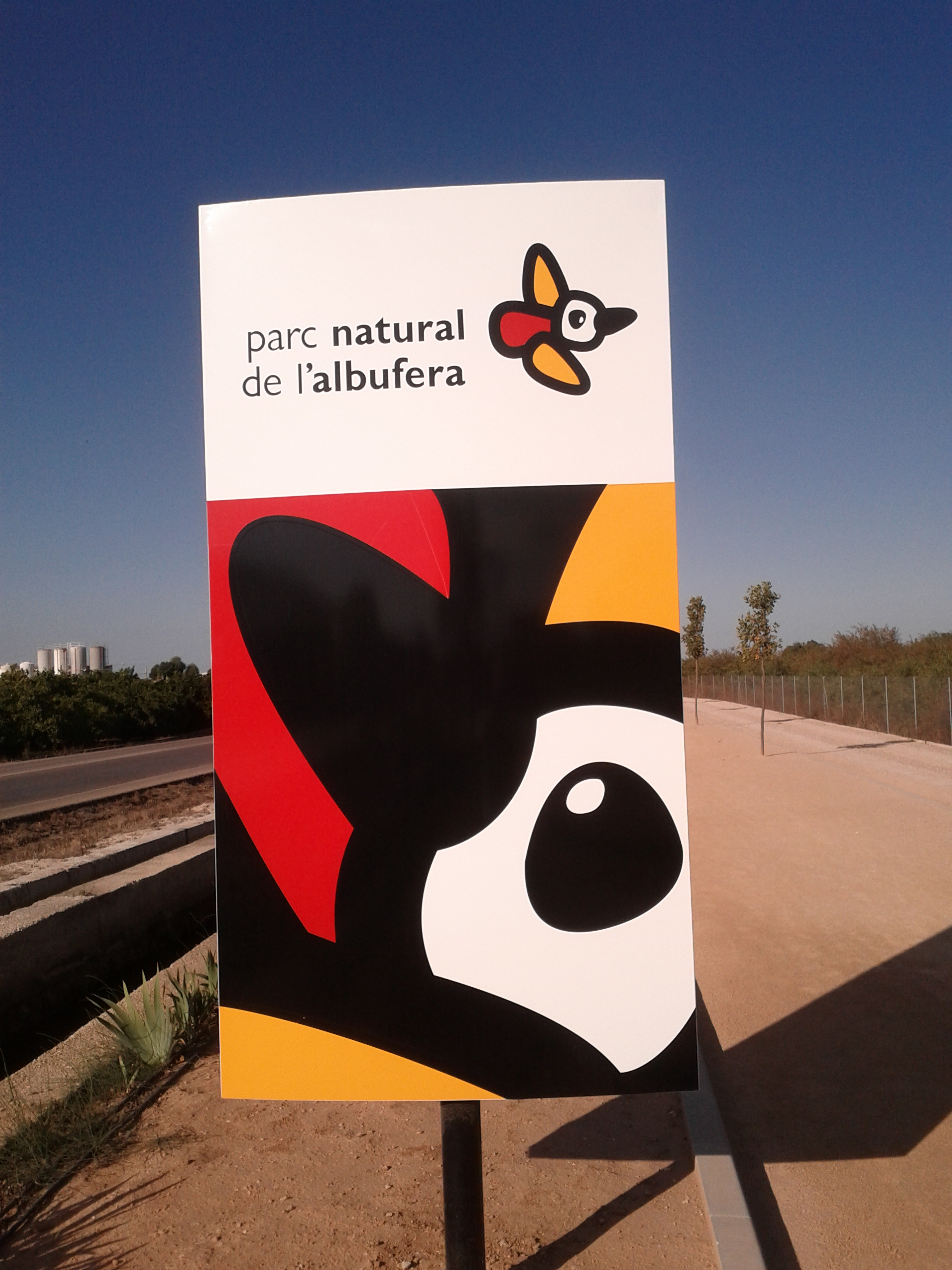
Cartell d'un parc natural.

La idea dels parcs naturals va ser desenvolupada a Alemanya per l'associació Verein für Naturschutz Parken des de l'any 1909; tanmateix, no seria fins a 1958 quan van ser instituïts oficialment els primers parcs amb aquesta denominació. A França existeixen des de 1967 amb la denominació de parcs naturals regionals (posteriorment ha aparegut la figura dels parcs naturals marins), mentre a Bèlgica el primer parc natural va ser declarant l'any 1973. Per la seva banda, a Itàlia, diverses regions autònomes (Llombardia, Piemont, Friuli-Venezia Giulia, Südtirol, etc.) van declarar durant els anys 70 i 80 una seixantena de parcs naturals sobre la base de les seves competències en matèria de tutela del paisatge i urbanisme. Un cas particular és el de la Gran Bretanya, on els parcs nacionals d'Anglaterra i Gal·les, creats a partir de 1950, tenen uns objectius i unes característiques equiparables als dels parcs naturals d'altres països europeus. A Portugal, la majoria de parcs naturals (actualment, una quinzena) són d'origen més recent.
A l'Estat espanyol, els primers parcs naturals van ser el Parc Natural de Sant Llorenç del Munt i l'Obac (1973) i el Parc Natural del Montseny (1.975), promoguts per la Diputació de Barcelona mitjançant plans especials, instruments urbanístics que desenvoluparen l'anomenat Pla Provincial de Barcelona de 1963, el qual preveia la creació de tretze parcs naturals. Cal tenir en compte que l'única cobertura jurídica existent aleshores era la de la legislació urbanística, ja que la legislació en matèria de conservació de la natura no va recollir la figura del parc natural fins a la Llei d'espais naturals protegits de 1.975. Posteriorment, en el marc de l'estat autonòmic, la majoria de comunitats autònomes van declarar un gran nombre de parcs naturals d'acord amb les seves competències en matèria d'espais naturals protegits, de manera que en sols una dècada van ser creats 85 parcs. naturals.
Successivament, els parcs naturals i altres àrees protegides han deixat de ser espais isolats per integrar-se en xarxes territorials més àmplies, definides amb criteris ecològics i físicament connectades. Aquest ha estat el cas de la xarxa Natura 2000, en l'àmbit de la Unió Europea, i del Pla d'Espais d'Interès Natural (PEIN) a Catalunya, per bé que en ambdós casos la continuïtat física d'aquests sistemes d'espais protegits ha restat pendent d'altres actuacions posteriors, com l'aplicació d'instruments de planificació territorial.

## Parcs naturals als Països Catalans

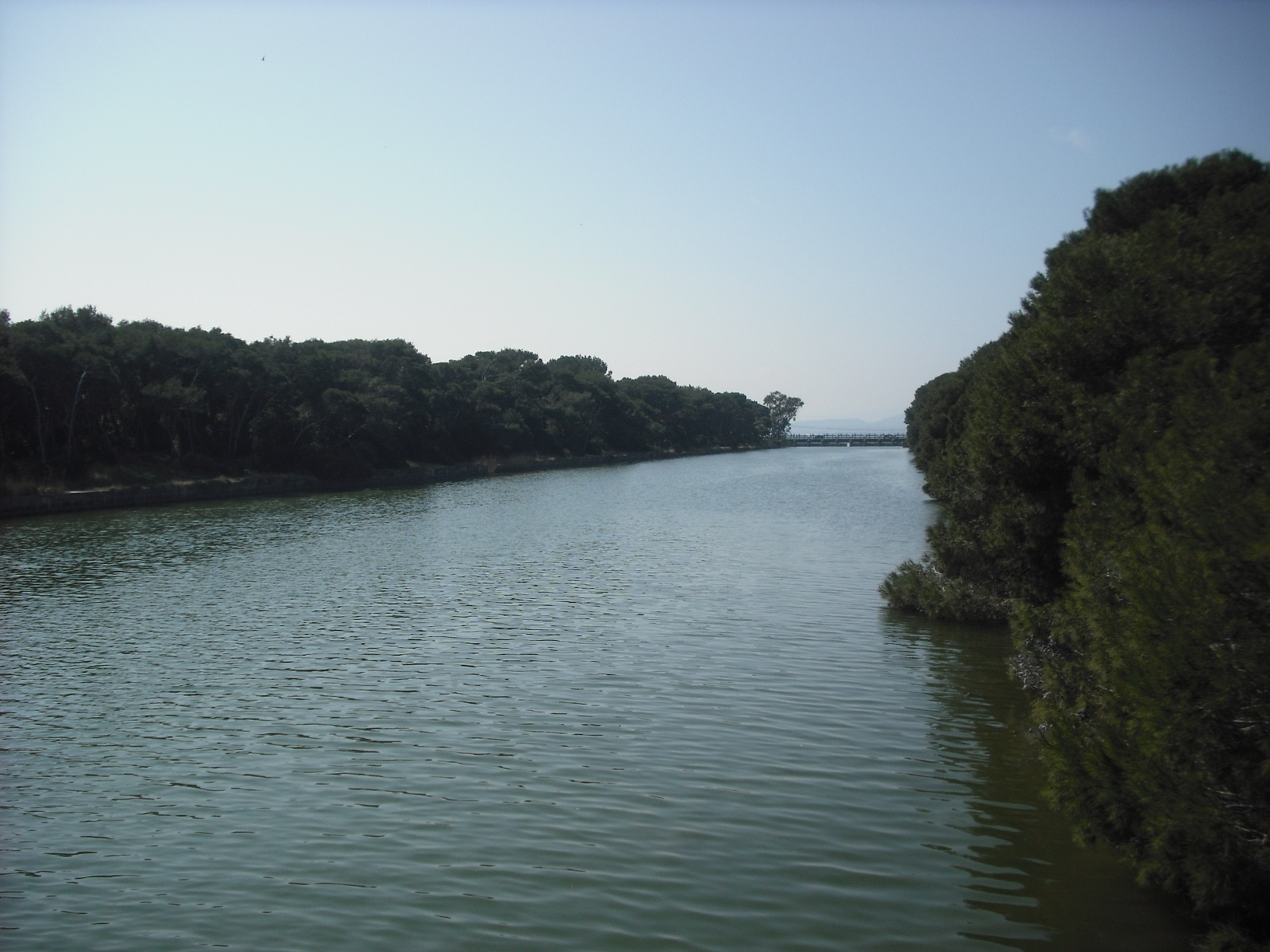
El Parc Natural de l'Albufera de València, creat l'any 1986, va ser el primer del País Valencià

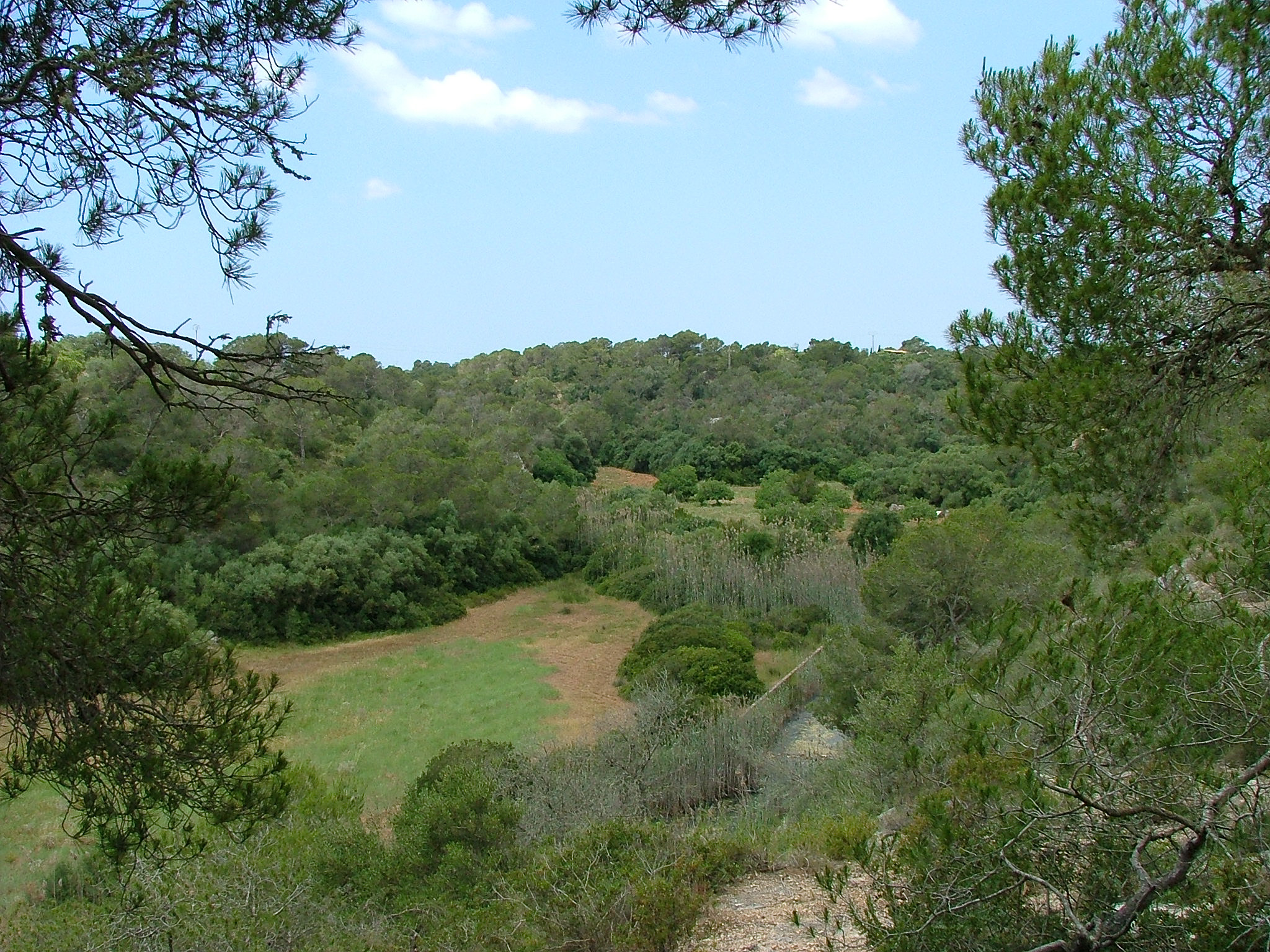
El Parc Natural de Mondragó, al sud-est de l'illa de Mallorca, presenta una gran diversitat paisatgística

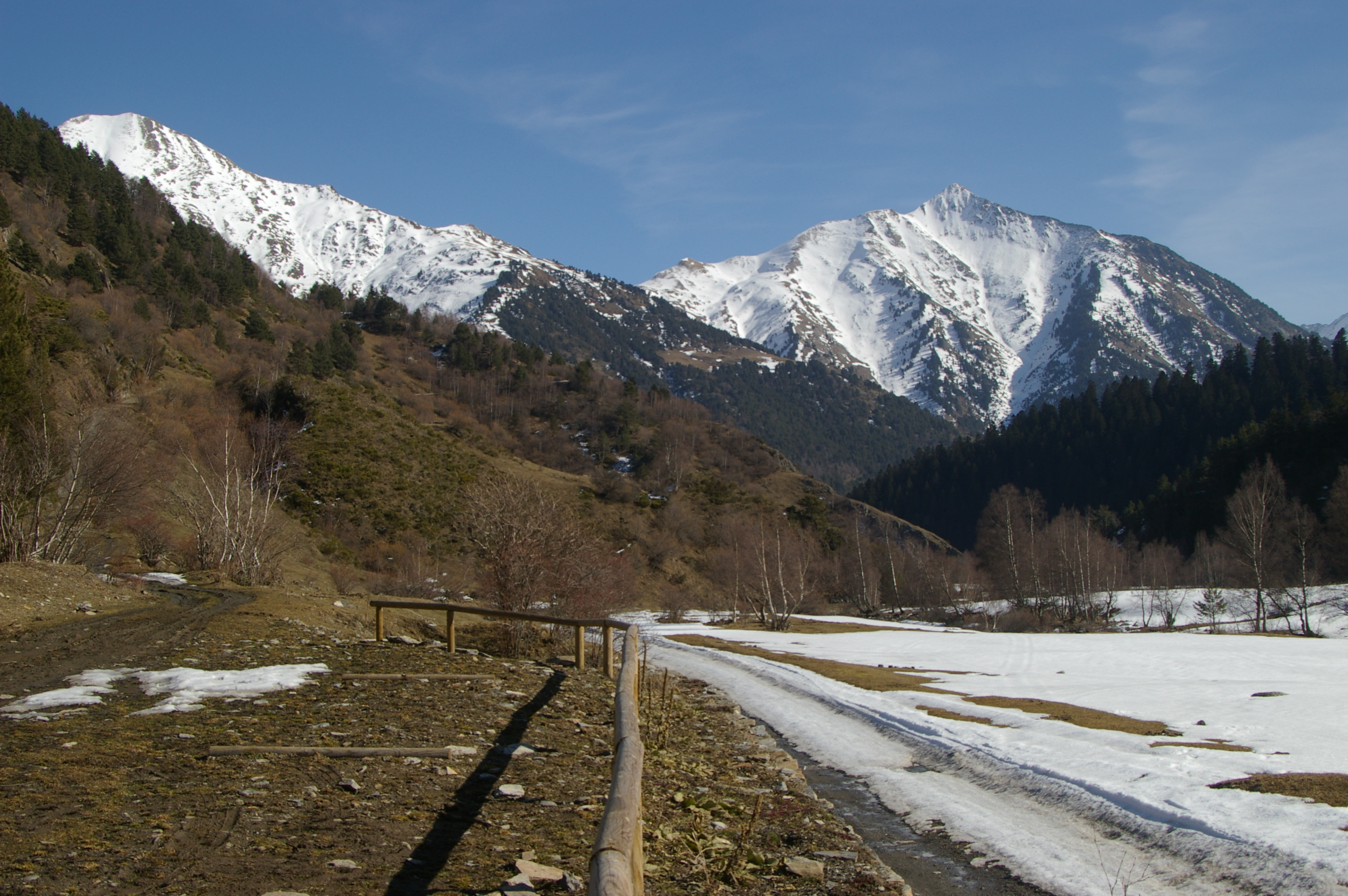
El Parc Natural de l'Alt Pirineu és el més extens de Catalunya.

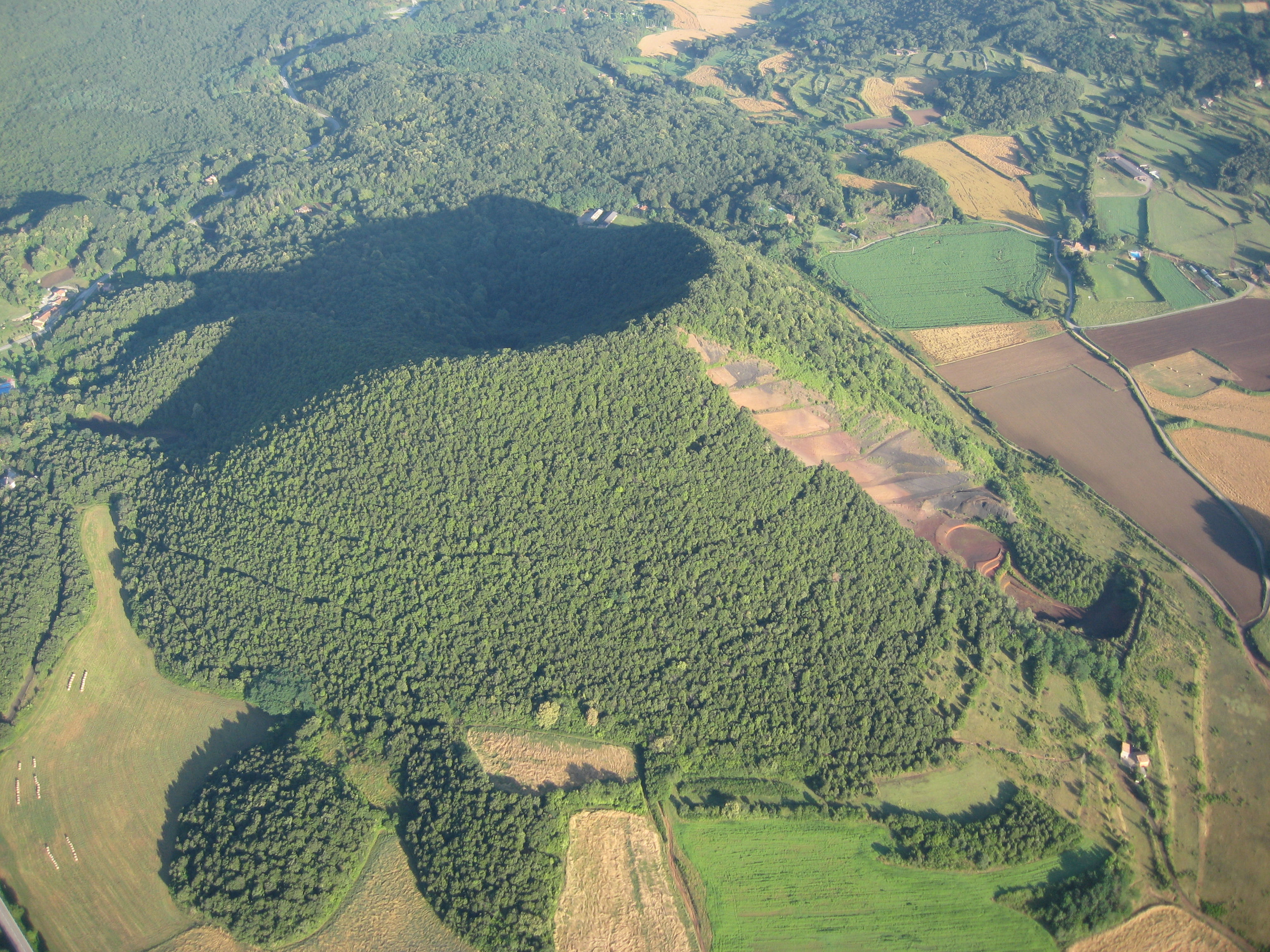
El Parc Natural de la Zona Volcànica de la Garrotxa és el millor exponent de paisatge volcànic dels Països Catalans.

Al País Valencià existeixen 22 parcs naturals, definits com a àrees naturals que, atenent a la representativitat dels seus ecosistemes o a la singularitat la flora, la fauna, o les formacions geomorfològiques que tenen, o per la bellesa del paisatge, posseeixen uns valors ecològics, científics, educatius, culturals o estètics, la conservació dels quals mereix una atenció preferent i es consideren adequats per a integrar-los en xarxes nacionals o internacionals d'espais protegits.
A les Illes Balears, són 7 els parcs naturals declarats, entesos com a espais naturals relativament extensos, no transformats sensiblement per l'explotació o l'ocupació humanes que, en consideració a la bellesa de la seva fauna, flora i gea en conjunt, constitueixen una mostra del patrimoni natural de les Illes Balears. La declaració d'un parc natural té per objecte la preservació del seus recursos naturals per a la investigació científica, les finalitats educatives i el gaudi públic de forma compatible amb la seva conservació. No hi tenen cabuda les construccions ni les edificacions de nova planta per a usos residencials o d'altres aliens a la seva finalitat.
Al Principat hi ha 20 parcs naturals. Es tracta d'espais amb valors naturals qualificats, la protecció dels quals es fa amb l'objectiu d'aconseguir-ne la conservació d'una manera compatible amb l'aprofitament ordenat dels seus recursos i l'activitat dels seus habitants. Cal assenyalar que existeixen altres espais que utilitzen aquesta denominació i gaudeixen de règims de gestió similars, però no tenen la condició jurídica de parcs naturals.
A la Catalunya Nord existeix el Parc Natural Regional del Pirineu Català, a més del Parc natural marí del golf de Lleó. A França els parcs naturals regionals són creats per municipis contigus (perquè han de ser certificats per l'Estat) que desitgen implantar un projecte comú de conservació del seu patrimoni natural i cultural. La Carta és el document fundacional que determina els objectius, les orientacions i les mesures que caldrà dur a terme.

### Llista de parcs naturals dels Països Catalans
Aquesta és una llista parcial, ja que s'hi parla del Principat, les Illes Balears i el País Valencià, però també hi ha parcs naturals i espais naturals protegits a Andorra, la Catalunya del Nord, i l'Alguer, a Sardenya.
| Catalunya                              | País Valencià                    | Illes Balears                  |
| -------------------------------------- | -------------------------------- | ------------------------------ |
| Alt Pirineu                            | Albufera de València             | Arxipèlag de Cabrera           |
| Regional del Pirineu Català            | Carrascar de la Font Roja        | Albufera de Mallorca           |
| Aiguamolls de l'Empordà                | Desert de les Palmes             | Mondragó                       |
| Cadí-Moixeró                           | Gorges del Cabriol               | Albufera des Grau              |
| Sant Llorenç del Munt i l'Obac         | Llacunes de la Mata i Torrevella | Dragonera                      |
| Cap de Creus                           | Penyagolosa                      | Salines d'Eivissa i Formentera |
| Delta de l'Ebre                        | Pobla de Sant Miquel             | Península de Llevant           |
| Ports                                  | Túria                            |                                |
| Montseny                               | Xera-Sot de Xera                 |                                |
| Montserrat                             | Fondo                            |                                |
| Serra de Montsant                      | Marjal de Pego-Oliva             |                                |
| Zona volcànica de la Garrotxa          | Massís del Montgó                |                                |
| Montnegre i el Corredor                | Penyal d'Ifac                    |                                |
| Collserola                             | Prat de Cabanes-Torreblanca      |                                |
| Serralada Litoral                      | Salines de Santa Pola            |                                |
| Garraf                                 | Serra Calderona ·                |                                |
| Montgrí, les Illes Medes i el Baix Ter | Serrà d'Espadà                   |                                |
| Capçaleres del Ter i del Freser        | Serra Gelada                     |                                |
| Pocets-Maladeta                        | Serra d'Irta                     |                                |
| Valls del Comapedrosa                  | Serra Mariola                    |                                |
| Vall de Sorteny                        | Illes Columbretes                |                                |
|                                        | Tinença de Benifassà             |                                |